# Principe de la vulnérabilité de la victime
Le principe de la vulnérabilité de la victime  (ou théorie du crâne fragile) est une règle en droit de la responsabilité délictuelle de common law qui énonce qu’une personne doit indemniser une victime même si le préjudice est anormalement grave.
Cette règle de common law trouve application tant en droit pénal qu'en droit privé,.
Au Québec, les tribunaux administratifs ont souvent recours à cette règle, entre autres parce que la common law est une source de règles supplétives en droit administratif québécois,.

## En droit pénal
Dans l'arrêt Smithers c. R., le juge Dickson réaffirme la théorie du crâne fragile dans l'homicide, où le fait que la victime Barry Cobby était susceptible d'une défaillance de l'épiglotte ne devrait pas exonérer l'accusé Paul Douglas Smithers de sa responsabilité. Il doit prendre sa victime telle qu'elle est. Par conséquent, vu que le coup de pied infligé à la victime a peut-être tué Cobby, cela a contribué à sa mort de façon plus que mineure et Smithers est donc pénalement responsable.